# Бои за Авдеевку (2022—2024)
→ — направление продвижения войск Украины
Бои за Авдеевку в 2022—2024 годах — часть битвы за Донбасс в рамках российского вторжения на Украину.
Авдеевка — один из наиболее крупных укреплённых районов Украины, который называют «воротами» в близлежащий Донецк. Контроль ВСУ над Авдеевкой не позволял России использовать Донецк в качестве транспортного узла и осуществить прорыв на этом направлении фронта.
Бои за Авдеевку начались в феврале 2022 года. К маю 2023 года в городе, по данным местных властей, в результате российских обстрелов были повреждены или разрушены все здания. Из довоенного населения Авдеевки, которое составляло около 35 тысяч человек, в городе оставалось менее 2 тысяч жителей. 10 октября 2023 года российская армия начала массированный штурм города. К этому времени Авдеевка с окрестностями образовала выступ территории, подконтрольной Украине, вглубь территории, подконтрольной России. Активные попытки российской армии захватить Авдеевку могли быть связаны с желанием срезать этот выступ, отодвинуть линию фронта от Донецка (находящегося всего в нескольких километрах) и оттянуть украинские войска из Запорожской области и окрестностей Бахмута. Кроме того, Авдеевка стоит на пути от Донецка на Константиновку, Краматорск и Славянск.
Российское наступление имело успех, и 17 февраля 2024 года оказавшиеся под угрозой окружения части ВСУ вынуждены были оставить город.

## Предыстория
С 2014 года, когда началась война в Донбассе, Авдеевка находится около линии фронта. В том же году она на 4 месяца попала под контроль пророссийских сил, но потом контроль над ней вернули Вооружённые силы Украины. Они оборудовали вокруг Авдеевки мощный укрепрайон. Вдобавок в городе есть коксохимический завод, который может служить укреплённым пунктом. Над полем боя возвышается его золоотвал 200-метровой высоты.
С 2014 года город находился под обстрелами со стороны ДНР, но вместе с этим шло его восстановление, в нём продолжалась жизнь и работали многие предприятия. В то же время пророссийские формирования не раз пытались захватить Авдеевку. Так, активные бои за неё шли в январе-феврале 2017 года.

## Силы сторон

### Украина
- Оперативно-стратегическая группировка войск «Таврия» (бриг. ген. А. Г. Тарнавский)[15]
  - 1-я отдельная танковая бригада[16]
  - 3-я отдельная штурмовая бригада (с февраля 2024)[17]
  - 47-я отдельная механизированная бригада «Магура» (с октября 2023)[18]
  - 53-я отдельная механизированная бригада (с осени 2023)[19]
  - 57-я отдельная мотопехотная бригада[20]
  - 110-я отдельная механизированная бригада[18]
  - 116-я отдельная механизированная бригада (c ноября 2023)[21]
  - 43-я отдельная артиллерийская бригада имени гетмана Тараса Трясило[22]
  - 55-я отдельная артиллерийская бригада[22]

### Россия
- Группировка войск «Центр» (генерал-полковник А. Н. Мордвичёв)[23]
  - 1-й армейский корпус
    - 1-я отдельная гвардейская мотострелковая бригада[24]
    - 9-я отдельная гвардейская мотострелковая бригада[25]
    - 110-я отдельная гвардейская мотострелковая бригада[25]
    - 114-я отдельная гвардейская мотострелковая бригада[26]
    - 132-я отдельная гвардейская мотострелковая бригада[27]
    - 10-й танковый полк[28]
    - 87-й отдельный стрелковый полк[29]
    - 1454-й мотострелковый полк[23]
    - 1487-й мотострелковый полк[29]
    - 80-й отдельный гвардейский разведывательный батальон «Спарта»[30]
    - 60-й отдельный гвардейский мотострелковый батальон «Сомали»[30]

  - 2-я гвардейская общевойсковая армия
    - 15-я отдельная гвардейская мотострелковая бригада[31]
    - 21-я отдельная гвардейская мотострелковая бригада[26]
    - 30-я отдельная мотострелковая бригада[23]

  - 41-я гвардейская общевойсковая армия
    - 35-я отдельная гвардейская мотострелковая бригада[23]
    - 55-я отдельная гвардейская мотострелковая бригада[32]
    - 74-я отдельная гвардейская мотострелковая бригада[23]
    - 6-й гвардейский танковый полк[23]
    - 80-й гвардейский танковый полк[23]
    - 239-й гвардейский танковый полк[23]

  - Добровольцы
    - Бригада «Ветераны»[33]
    - Батальон «АрБат»[32]
    - три батальона БАРС[32]
    - Шторм-Z[32]
    - Шторм-V[15]

## Хронология

### 2022
Новый этап боевых действий за Авдеевку начался 21 февраля 2022 года, когда силы сепаратистов вместе с частями российских войск предприняли попытку взять город штурмом, однако она не увенчалась успехом. Основные боевые действия начались только 18 апреля, когда был предпринят очередной штурм города. По итогу, спустя месяц тяжёлых боёв с использованием фосфорных боеприпасов, а также неизбирательных атак, в том числе термобарическими боеприпасами, к 26 мая ВС РФ и ЛДНР не смогли захватить большую часть города[уточнить]. 1 июня они сообщили, что взяли под контроль часть скоростной рокадной трассы М04 «Донецк — Горловка», однако город всё ещё не был взят.
3 мая 2022 года, по данным главы Донецкой областной администрации Павла Кириленко, российским обстрелом Авдеевского коксохимического завода были убиты не менее 10 человек и ранены 15. По словам Кириленко, удар нанесли в то время, когда рабочие после смены ждали автобуса домой.
4 июля 2022 года была взята штурмом Новосёловка Вторая, находящаяся в нескольких километрах северо-восточнее. К 18 июля, по словам представителей ДНР, они взяли Авдеевку в полуокружение. К концу месяца части ЛДНР и России начали генеральное наступление с целью окружения города, штурмуя населённые пункты к северу от Авдеевки и к началу августа добившись тактических успехов.
12 октября 2022 года российские войска нанесли удар по центральному рынку Авдеевки. По данным местных властей, погибли как минимум 7 человек и ранены ещё 8. Минобороны РФ заявило, что в Авдеевке был уничтожен склад боеприпасов и вооружения.
В конце 2022 года 1-я Славянская бригада ДНР захватила Опытное к западу от Донецка, после чего начала штурмовать Авдеевку, расположенную севернее. В распоряжении бригады были танки Т-72, БМП-1 и гаубицы 2С1, пресса описывает технику как устаревшую. Авдеевку обороняли элементы украинских 53-й мехбригады и 36-й бригады морской пехоты, создавшие укрепрайон на юге от Авдеевки. Артподдержка оказывалась украинской 55-й артбригадой.
После понесённых потерь, во второй половине 2022 года, Россия в ходе мобилизации сформировала 1439 полк из мобилизованных из Иркутской области, ставший частью 1-й бригады. Мобилизованные получили месяц обучения. Мобилизованные 1439 полка и их родственники записали несколько видеообращений к Путину с просьбами не посылать их на штурм. В ходе штурма 1439 полк понёс значительные потери, описываемые прессой как «сокрушительные». Мобилизованные и их жены записали четыре обращения к Путину с просьбами о помощи и с утверждениями о недостаточной подготовке и нехватке боеприпасов. Армейское руководство конфисковало у мобилизованных мобильные телефоны, двое солдат были арестованы за подстрекательство к мятежу. Институт изучения войны сообщал, что увеличение темпов штурма РФ под Авдеевкой, по сообщениям, привело к большим потерям. По данным Радио Свобода, большинство мобилизованных которые обращались за помощью к Путину, погибли.

### 2023
Зимой — весной 2023 года российская армия начала систематические авиабомбардировки Авдеевки, которая к тому времени оказалась в полуокружении. В марте попытки захватить город резко активизировались. Российской армии удалось занять несколько окружающих сёл и посёлков: Красногоровку и Степовое на севере, а также Водяное на юге.
К этому времени, по словам главы городской администрации Виталия Барабаша, в Авдеевке не осталось ни одного целого здания, уничтожено 80 % жилого фонда и полностью разрушена инфраструктура. По его же данным, к маю из довоенного населения около 35 тысяч в городе осталось 1778 человек, а к октябрю — 1620.
10 октября 2023 года интенсивность боёв опять резко увеличилась. Российские войска начали массированный обстрел города и попытки окружить его. Поступали сообщения о захвате новых территорий поблизости (по оценкам Института изучения войны, за первые дни было захвачено 4,5 квадратных километра). Власти города сообщили о тяжёлых боях к северу от него. Величину российской группировки оценивают в 3 батальона численностью около 2 тысяч человек. Используются артиллерия, вертолёты и бронетанковые штурмовые группы. Однако к этому времени украинские войска оборудовали в районе Авдеевки сильные укрепления. Во время боёв под Авдеевкой в октябре ВС РФ впервые задействовали в боевых условиях некоторые малосерийные прототипы, такие как БТР-90 или БМД-3, а также старые советские гаубицы Д-1 1943 года.
На 1 ноября 2023 года наступающая группировка российских войск составляла 40 тысяч чел.
Для поддержания 110-й омехбр, обороняющей центральную и северную часть Авдеевки в районе Авдеевского коксохимического завода, на позиции которой пришлись особенно многочисленные атаки ВС РФ, в конце октября в район Степового (к северу от завода) была переброшена 47-я омехбр. Примерно в это же время на юг города для усиления обороны прибыла 53-я омехбр. Также с октября 2023 года в боях под Авдеевкой принимают участие 2 артиллерийские бригады: 43-я оабр и 55-я оабр.
К концу 2023 года из-за того, что начиная с октября члены республиканской партии США блокировали выделение Украине военной помощи со стороны США, ВСУ в целом, и бригады, обороняющие Авдеевку, в частности начали испытывать недостаток снарядов («снарядный голод»), который с течением времени только усиливался. ВСУ пытались заместить недостаток снарядов при помощи FPV-дронов, однако в условиях туманной погоды использование таких дронов сильно затруднено: у них ухудшаются лётные характеристики (порой до невозможности взлететь вовсе) и качество картинки с камеры. Потому штурмы ВС РФ во время облачной и туманной погоды приводили к небольшим, но постоянным продвижениям.
В один из таких пасмурных и туманных дней, 17 декабря 2023 года, две российские колонны техники пытались прорваться в Авдеевку с юга. Танки и БМП подорвались на минах и были оставлены, однако их экипаж смог безопасно вернуться на свои позиции из-за того, что у оборонявшихся не было гранат и мин, а FPV-дроны в такую погоду не могли взлететь.

### 2024
В другой пасмурный день, 4 февраля 2024 года, атака была более успешна. Воспользовавшись ненастной погодой и недостатком снарядов у ВСУ, российские войска прорвались и закрепились в северной части города, поставив под угрозу единственную линию снабжения украинских войск в городе, что сделало положение защитников близким к критическому.
В начале февраля 2024 года в Авдеевку была переброшена 3-я отдельная штурмовая бригада, которая находилась в резерве с декабря 2023 года в Краматорске.
По сообщению The Telegraph, ВС РФ прорвали линию снабжения ВСУ, расположенную между Авдеевкой и коксохимическим заводом, поставив находящуюся в городе группировку украинских войск под угрозу окружения. 15 февраля украинская сторона объявила, что выводит войска из Авдеевки для занятия более выгодных позиций.
По информации Meduza, ВС РФ захватили главный въезд в город. 15 февраля 2024 года российский военный блогер Евгений Поддубный опубликовал видео, на котором на северной окраине города водружают российский триколор.
The Independent сообщила, что ВСУ отправляют в Авдеевку свежие подразделения для удержания города. Согласно интерактивной карте, опубликованной украинским военным трекером DeepState, Авдеевка почти разделена российскими властями на две части.
Украинские войска покинули Авдеевку на исходе 16 февраля. Согласно заявлениям Минобороны РФ от 20 февраля, российские войска полностью контролируют территорию Авдеевского коксохимического завода.

## Потери
По данным разведки Великобритании, российская армия понесла в боях за Авдеевку одни из самых тяжёлых своих потерь в 2023 году. Американский Институт изучения войны отмечал в своих сводках, что ВС РФ на первом этапе наступления на Авдеевку, начавшемся 10 октября, понесли значительные потери в тяжёлой технике. Военные аналитики и OSINT-исследователи сообщали о больших потерях России в бронемашинах, танках и артиллерийских системах, личном составе. Издание Forbes отмечало, что в октябре 2023 года только за 4 дня боёв ВС РФ потеряли не менее 68 единиц бронетехники и 5 боевых самолётов; потери Украины за тот же период составляли примерно десятую часть от российских. В феврале 2024 года Forbes, ссылаясь на данные из открытых источников, отмечал, что Россия за четыре месяца боёв за Авдеевку потеряла почти целую механизированную дивизию танков (214 единиц: в основном Т-72 и Т-80, а также несколько Т-90) и что украинские потери в танках за тот же период были в 12 раз меньше. По оценке OSINT-экспертов сообщества Frontelligence Insight, основанной на спутниковых снимках, при штурме Авдеевки потери техники российской стороны превышает 300 единиц, только за период с 10 по 20 октября российская армия потеряла не менее 109 единиц техники. Бо́льшую часть этих потерь составили БМП, БТР, танки T-64, T-72 и T-80. OSINT-проект GeoConfirmed на 1 ноября 2023 года по спутниковым снимкам подтвердил 197 повреждённых или уничтоженных единиц боевой техники с момента начала российского наступления. По оценке Oryx, к 24 октября Россия потеряла 87 единиц техники (24 танка, 49 БМП, семь БТР, одну установку РСЗО и две САУ), а ВСУ — три единицы: два танка и БТР. Военные обозреватели отмечали, что наибольший урон российским войскам наносили украинские дроны-камикадзе и кассетные боеприпасы.
За первый месяц интенсивных боёв (с 10 октября по 10 ноября) под Авдеевкой по подсчётам на основании открытых источников подтверждённые фото или видео потери ВСУ составили 16 единиц техники, ВС РФ — 221 единицу техники. 28 декабря во время одной из атак ВС РФ за 1 день визуально подтверждённые российские потери составили 21 танк и 14 БМП/БТР. Всего с 10 октября по 18 января подтверждённые фото или видео потери ВСУ составили 37 единиц техники, потери ВС РФ — 488 единиц техники.
По данным Conflict Intelligence Team, российское командование в боях за Авдеевку посылало в бой батальон за батальоном, отмечая «явление, названное „мурадовщиной“ по фамилии генерала Мурадова, действовавшего подобным образом при наступлении на Угледар зимой 2023 года». По данным разведки США, с октября по декабрь потери российской армии на направлении Авдеевка — Новопавловка составили около 13 тысяч человек убитыми и ранеными.
The New York Times, ссылаясь на двух военнослужащих, написала, что во время отступлении ВСУ из Авдеевки от 850 до 1000 украинских военнослужащих были захвачены в плен или пропали без вести.
Генпрокуратура Украины начала расследование по факту предполагаемого расстрела российскими военными шестерых украинских военнопленных из 110-й омехбр на опорном пункте «Зенит» под Авдеевкой.
The Insider, ссылаясь на данные подсчётов на основе визуальных свидетельств, отмечал что взятие небольшого населённого пункта стоило российской армии жизни нескольких тысяч солдат и при этом привело к потере сотен единиц бронетехники. Высокие потери российской стороны объясняются низким уровнем российского военного командования, тактическими просчётами российских командиров, а также эффективностью современных технологий, используемых украинской стороной.

## Оценки
По оценке «Медузы», бои, развернувшиеся за Авдеевку в марте 2023 года, являются для российского командования прообразом будущих российских наступлений, которые будут проводиться ВС РФ с подавляющим преимуществом в артиллерии и господством в воздухе. Командование ВСУ не смогло предотвратить прорыв российских войск на авдеевском направлении из-за переброски своих резервов в Бахмут и на другие участки фронта. ВС РФ удалось взять укрепрайон на северо-западе от города, а также посёлки Красногоровку и Новобахмутовку. В результате Авдеевка попала в полуокружение и украинские силы не смогли развернуть ПВО и артиллерию. В марте 2023 года «Медуза» назвала обстановку для частей ВСУ в этом районе серьёзным кризисом, но при этом отметила, что угрозы их окружения пока нет.
Как отмечает «Медуза», при обороне Авдеевки ВСУ столкнутся с рядом «неблагоприятных обстоятельств», среди которых отсутствие у украинской группировки безопасного тыла, наличие больших трудностей по подвозу боеприпасов, техники и пополнений в живой силе, а также господство ВКС РФ в воздухе, которое позволяет им наносить планомерные систематические удары. В связи с этим подчёркивается, что Авдеевка стала основным полигоном по отработке новой тактики ВКС России.
По оценке собеседника «Важных историй», действия российских вооружённых сил у Авдеевки и Купянска не являлись наступлением, а были попыткой отвлечь ВСУ, ослабив концентрацию войск на других участках фронта.
В октябре 2023 года военный аналитик Forbes Дэвид Акс отметил, что бой за Авдеевку является либо попыткой закрепиться на новых территориях, либо имеет цель втянуть украинские войска в бой, чтобы не дать им возможности усилить южное контрнаступление: «Если Кремль нацелился на Авдеевку из-за её символического значения, то он сильно просчитался. Единственное, что представляет собой Авдеевка через две недели кровавой кампании, — это мёртвые россияне и разбитые российские танки».
Начавшееся с 10 октября крупное наступление в районе Авдеевки считается самой значительной наступательной операцией России со времени провальной зимней кампании 2022—2023 года.
По оценкам The New York Times, взятие Авдеевки является стратегическим и символическим ударом России по ВСУ. Это крупнейший успех вооружённых сил России после взятия Бахмута в мае 2023 года. По мнению издания, Авдеевка до падения была важным центром обороны украинских войск в Донецкой области, защищающим расположенные западнее Авдеевки ключевые центры украинский обороны. Нахождение украинских войск в Авдеевке подвергало постоянной угрозе Донецк. Падение Авдеевки демонстрирует, что ВС РФ прочно перехватили инициативу на поле боя после неудавшегося контрнаступления ВСУ летом 2023 года.
Как отмечает BBC, со взятием российскими войсками Авдеевки пала последняя оборонительная линия ВСУ, остававшаяся неизменной с 2014 года.